# 長野県立篠ノ井高等学校犀峡校
もしかして
- 長野県篠ノ井高等学校犀峡校

ではありませんか？